# Поход узбеков на Хорасан (1578)
Поход узбеков на Хорасан — подразумевается взятие Хорасана узбеками в 1578 году.

## Исторический фон
Хорасан уже долгое время являлся источником конфликта между государством Шейбанидов и Сефевидской империей. Хотя в битве при Мерве в 1510 году шах Исмаил I победил Шейбанидов и захватил весь Хорасан, походы узбеков на эти земли продолжались и в последующий период. Нападения узбеков на Хорасан приобрели интенсивный характер в период непрерывных войн шаха I Тахмасиба с Османской империей. Узбеки сотрудничали с османами. Один из таких периодов пришелся на 1578 год, когда возобновилась война Сефевидов с османами, остановленная ранее Амасийским мирным договором 1555 года. В Сефевидской империи, воюющей с османской армией вдоль всей западной границы, после смерти Тахмасиба I в 1576 году обострились внутренние распри. Решив воспользоваться этим, узбеки в 1578 году вновь напали на Хорасан.

## Захват
Захват узбеками Хорасана произошёл в 1578 году. Армией Шейбанидов командовал Джалал-хан Узбек. Ранее Тахмасиб I предложил узбекам деньги взамен на отказ от захвата Хорасана. После смерти шаха эти деньги перестали выплачиваться, это и стало предлогом для похода Джалал-хана Узбека на Хорасан. Однако Сефевидам удалось вернуть Хорасан. В сражении с войсками сефевидского полководца Муртузагулу-хана Порнек-Туркмана армия Джалал-хана была разбита, а сам он был обезглавлен. Потерпевшие поражение узбеки были вынуждены отступить.